# Chhoti Sādri
Chhoti Sādri är en ort i Indien.   Den ligger i distriktet Pratapgarh och delstaten Rajasthan, i den centrala delen av landet, 500 km sydväst om huvudstaden New Delhi. Chhoti Sādri ligger 498 meter över havet och antalet invånare är 17 335.
Terrängen runt Chhoti Sādri är platt. Runt Chhoti Sādri är det ganska tätbefolkat, med 248 invånare per kvadratkilometer. Det finns inga andra samhällen i närheten. Trakten runt Chhoti Sādri består till största delen av jordbruksmark.